# Etsuko Tahara
Etsuko Tahara (田原 悦子 Tahara Etsuko?), är en japansk tidigare fotbollsspelare.
Etsuko Tahara debuterade för japans landslag den 21 augusti 1994 i en 1–0-vinst över Österrike. Hon spelade 1 landskamper för det japanska landslaget.